# Tusing Peak
Tusing Peak är en bergstopp i Antarktis. Den ligger i Västantarktis. Inget land gör anspråk på området. Toppen på Tusing Peak är 2 650 meter över havet, eller 216 meter över den omgivande terrängen. Bredden vid basen är 2,9 km.
Terrängen runt Tusing Peak är varierad. Trakten är obefolkad. Det finns inga samhällen i närheten. 